# Eodendrus flavus
Eodendrus flavus är en stekelart som beskrevs av Sergey A. Belokobylskij och Long 2005. Eodendrus flavus ingår i släktet Eodendrus och familjen bracksteklar. Inga underarter finns listade i Catalogue of Life.